# Татарчук Микола Федорович
Микола Федорович Татарчук (10 січня 1928, місто Сталіно, тепер місто Донецьк — 3 серпня 1991, місто Москва) — радянський державний діяч, голова Красноярського крайвиконкому, 1-й секретар Калінінського обкому КПРС. Член ЦК КПРС у 1986—1990 роках. Депутат Верховної Ради СРСР 10—11-го скликань. Народний депутат СРСР у 1989—1991 роках.

## Життєпис
У 1946—1950 роках — студент Ворошиловградського сільськогосподарського інституту.
У 1949 — серпні 1950 року — агроном машинно-тракторної станції (МТС) Сталінської області.
У серпні 1950 — вересні 1953 року — головний агроном, в.о. директора Ємельяновської машинно-тракторної станції Красноярського краю.
У вересні 1953 — липні 1958 року — директор Ірбейської машинно-тракторної станції Красноярського краю.
Член КПРС з 1955 року.
У липні 1958 — квітні 1960 року — заступник начальника Красноярського крайового управління сільського господарства.
У квітні 1960 — березні 1962 року — 1-й секретар Ачинського районного комітету КПРС Красноярського краю.
У березні — грудні 1962 року — начальник Ачинського територіального виробничого колгоспно-радгоспного управління Красноярського краю; заступник голови виконавчого комітету Красноярської крайової ради депутатів трудящих.
У січні 1963 — 26 грудня 1964 року — 2-й секретар Красноярського сільського крайового комітету КПРС.
28 грудня 1964 — 6 червня 1983 року — голова виконавчого комітету Красноярської крайової ради народних депутатів.
У травні 1983 — серпні 1985 року — голова Всесоюзного виробничо-наукового об'єднання з агрохімічного обслуговування сільського господарства («Союзсільгоспхімія») — заступник міністра сільського господарства СРСР.
24 серпня 1985 — 29 травня 1990 року — 1-й секретар Калінінського (Тверського) обласного комітету КПРС.
З травня 1990 року — персональний пенсіонер союзного значення в Москві.
Помер у Москві 3 серпня 1991 року. Похований на Троєкурівському цвинтарі.

## Нагороди і звання
- три ордени Леніна (11.01.1957, 27.08.1971, 8.01.1988)
- орден Жовтневої Революції (9.01.1978)
- два ордени Трудового Червоного Прапора (22.03.1966, 13.12.1972)
- медалі